# Mirco Dragowski
Mirco Dragowski (* 15. Januar 1974 in Hildesheim) ist ein Berliner Landespolitiker (FDP). 

## Leben
Mirco Dragowski erwarb 1994 die allgemeine Hochschulreife an der Rheingau-Schule in Berlin-Friedenau. Von 1994 bis 1995 leistete er seinen Wehrdienst ab. Dragowski studierte von 1995 bis 2003 Politik- und Rechtswissenschaften an der Freien Universität Berlin. Nach Erwerb des 1. Staatsexamens war er Rechtsreferendar beim Kammergericht Berlin. Im August 2006 erwarb er das 2. Staatsexamen. Von 2007 bis 2015 war er als Rechtsanwalt in Berlin zugelassen. Von 2013 bis 2018 war er Geschäftsführer des Bundesverbandes Deutsche Startups.

## Politik
Dragowski ist seit 1993 Mitglied der FDP. Von 2001 bis 2006 war er Mitglied der Bezirksverordnetenversammlung Tempelhof-Schöneberg von Berlin. Bei den Berliner Wahlen 2006 zog er über die Bezirksliste Tempelhof-Schöneberg in das Abgeordnetenhaus ein, dem er bis 2011 angehörte. In der FDP-Fraktion war er Sprecher für Europa, Tierschutz, Wissenschaft und Forschung. Er vertrat die FDP-Fraktion in den entsprechenden Ausschüssen. 